# ¡Diga Queso!
¡Diga Queso! è il settimo singolo del gruppo pop punk dei Supernova, lanciato in formato 7" da Rococo Records nel 2007. La tiratura fu limitata a 200 copie, tutte firmate dai componenti della band.
Entrambe le tracce furono registrate dal vivo allo Showbox Theatre di Seattle, quando il gruppo era in tour con The Presidents of the United States of America.

## Tracce
Lato A
1. Oreo (live)

Lato B
1. Best Coat (live)

## Formazione
- Art Mitchell - voce, basso
- Jodey Lawrence - chitarra, voce
- Dave Collins - batteria, voce